# Mleczewo
Mleczewo (niem. Heinrode, Mletzewo) – osada w Polsce położona w województwie pomorskim, w powiecie sztumskim, w gminie Stary Targ, przy trasach linii kolejowej Iława–Malbork i drogi wojewódzkiej nr 517. Wieś wchodzi w skład sołectwa Kątki.
Według danych na koniec czerwca 2015 wieś zamieszkiwało 239 osób.
W Mleczewie znajdują się firmy meblowe „Eko Jar” oraz „Vront”. Jest także sklep spożywczo-przemysłowy „Ante” (do 2018 „Andor”). W Mleczewie funkcjonuje sekcja Gołębi Pocztowych oddziału w Malborku. W 2011 do użytku został oddany plac zabaw. W 2014 została zmodernizowana stacja PKP (linia kolejowa przebiega tam od ok. 1876, poprzednia stacja istniała od początku XX wieku) oraz oddany do użytku wiadukt.

## Historia
Wieś została założona w 1498 jako osada folwarczna. Były to dobra rycerskie. Początkowo nosiła nazwę Leczen, w 1592 zmieniono nazwę na Loetzen (występowała też nazwa Mileczen), natomiast od 1605 Mleczewo nazywało się Mlietzen (inne nazwy: Mylecz, Mlecewo). Nazwa „Mleczewo” wywodzi się zapewne od Prusa Milcze, którego wymienia przywilej dla Polaszek wystawiony w 1370. W 1490 wzmiankowany został w dokumentach Olbrecht von Mletcz. Właścicielami majątku w latach późniejszych byli m.in. Kalksteinowie, Brandtowie, Milewscy, von Zitzewitz, Goering, Uphagen, Orzelski i Szydłowski. Wieś szlachecka położona była w I Rzeczypospolitej w województwie malborskim. W połowie XVII wieku przez krótki czas właścicielem był Strembowski. Po nim, w 1773, dobra przeszły w ręce Szeliskich, a w 1804 porucznika von Hainski. Majątek na początku XIX wieku wart był 13 871 talarów. Pod koniec XIX wieku właścicielem wsi był Ignacy Tolkemitt z Klecewa. Istniała tam wówczas stacja pocztowa i telefoniczna. Mieszkańców było wówczas kilkudziesięciu (głównie wyznania katolickiego, występowali też ewangelicy).

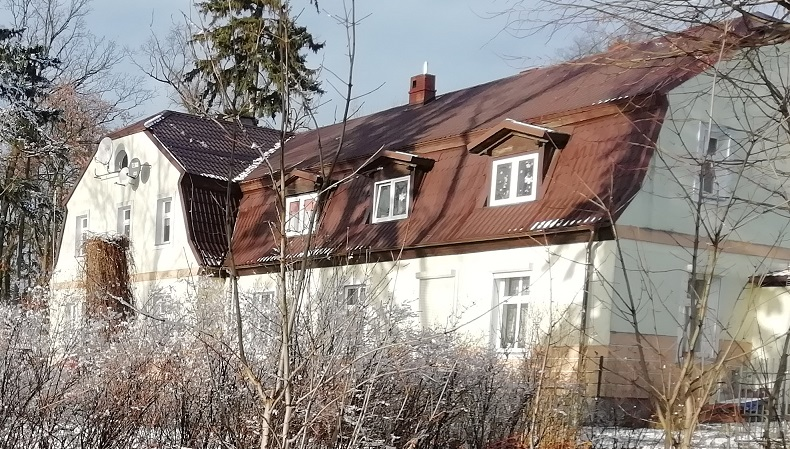
Dwór w Mleczewie

Osada folwarczna składała się z dworu, parku oraz budynków gospodarczych. Na zachód od folwarku powstał niewielki zespół zabudowy mieszkalnej. Układ przestrzenny został zachowany. Istnieje park z II połowy XIX wieku. Z początku XX wieku zachowała się m.in. kuźnia oraz kilka budynków mieszkalnych i gospodarczych. Dwór w Mleczewie (z 1924) zbudowany został z cegły i otynkowany. Ma formy barokowe. Według relacji miejscowej ludności posiadał jeszcze jedno skrzydło, które zostało zniszczone w 1945 przez Armię Czerwoną.
W latach 1945–1975 miejscowość administracyjnie należała do województwa gdańskiego, a w latach 1975–1998 do województwa elbląskiego.

## Zabytki
Według rejestru zabytków NID na listę zabytków wpisany jest park dworski, nr rej.: A-883 z 21.01.1978.

## Przypisy

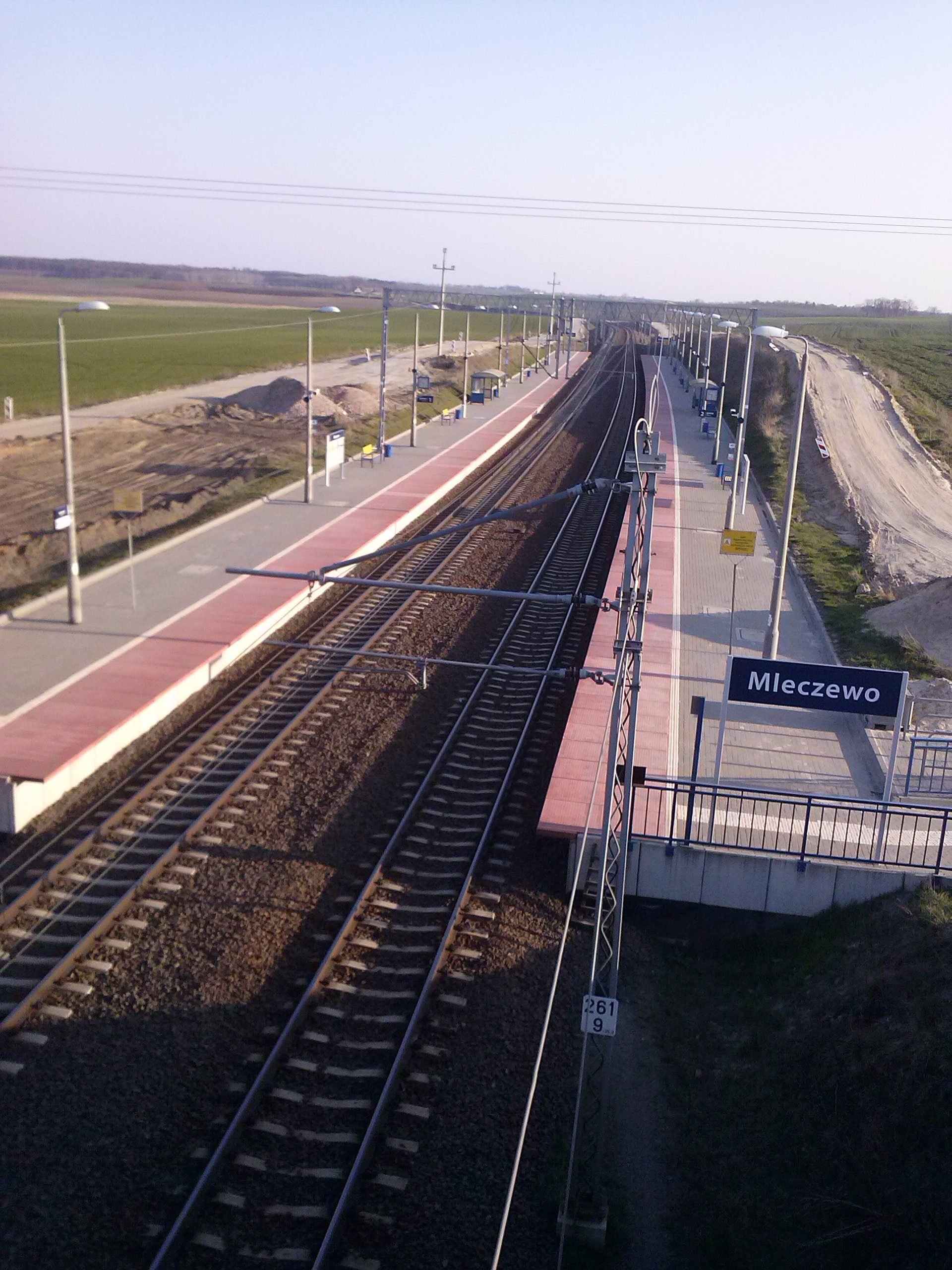
Perony kolejowe w Mleczewie